# 岡山県道157号哲多哲西線
岡山県道157号哲多哲西線（おかやまけんどう157ごう てったてっせいせん）は、岡山県新見市を通る一般県道である。

## 概要
新見市哲多町本郷から新見市哲西町矢田に至る。

### 路線データ
- 起点：岡山県新見市哲多町本郷（岡山県道33号新見川上線交点）
- 終点：岡山県新見市哲西町矢田（国道182号交点）
- 総延長：14.8 km[注釈 1]
- 実延長：12.0 km

## 歴史
- 1960年（昭和35年）10月10日 - 岡山県告示第916号により認定される。
- 1972年（昭和47年）頃 - 現行の県道番号に変更される。
- 2005年（平成17年）3月31日 - 新見市と阿哲郡全4町（大佐町・神郷町・哲西町・哲多町）が対等合併して改めて新見市が設置されたことにより全区間が新見市域を通過する路線になり、併せて起終点の地名が変更される。
- 2006年（平成18年）4月1日 - 県道の管理権限を岡山県から新見市へ移譲[1]。

## 路線状況

### 重複区間
- 岡山県道50号北房井倉哲西線（新見市哲多町田淵）

## 地理

### 通過する自治体
- 新見市

### 交差する道路
| 交差する道路                            | 交差する場所 | 交差する場所 |
| --------------------------------------- | ------------ | ------------ |
| 岡山県道33号新見川上線                  | 哲多町本郷   | 起点         |
| 岡山県道50号北房井倉哲西線 重複区間起点 | 哲多町田淵   |              |
| 岡山県道50号北房井倉哲西線 重複区間終点 | 哲多町田淵   |              |
| 国道182号                               | 哲西町矢田   | 終点         |

### 沿線
- 新見市役所 哲多支局
- 新見市立本郷小学校
- きらめき広場・哲西（新見市役所哲西支局、市立哲西図書館など）
- 道の駅鯉が窪